# Tityus
Tityus es un género de escorpiones de la familia Buthidae de cola delgada, cuenta con una gran cantidad de especies. A finales de 2008, Tityus contenía de 185 - 190 especies descritas. La mayor parte de las especies se encuentran en el Caribe, Sudamérica y Centroamérica. Con frecuencia se hallan nuevas especies
El género Tityus contiene especies de escorpiones venenosos y tóxicos para el humano, una de éstas es el conocido escorpión amarillo brasileño (T. serrulatus).

## Características

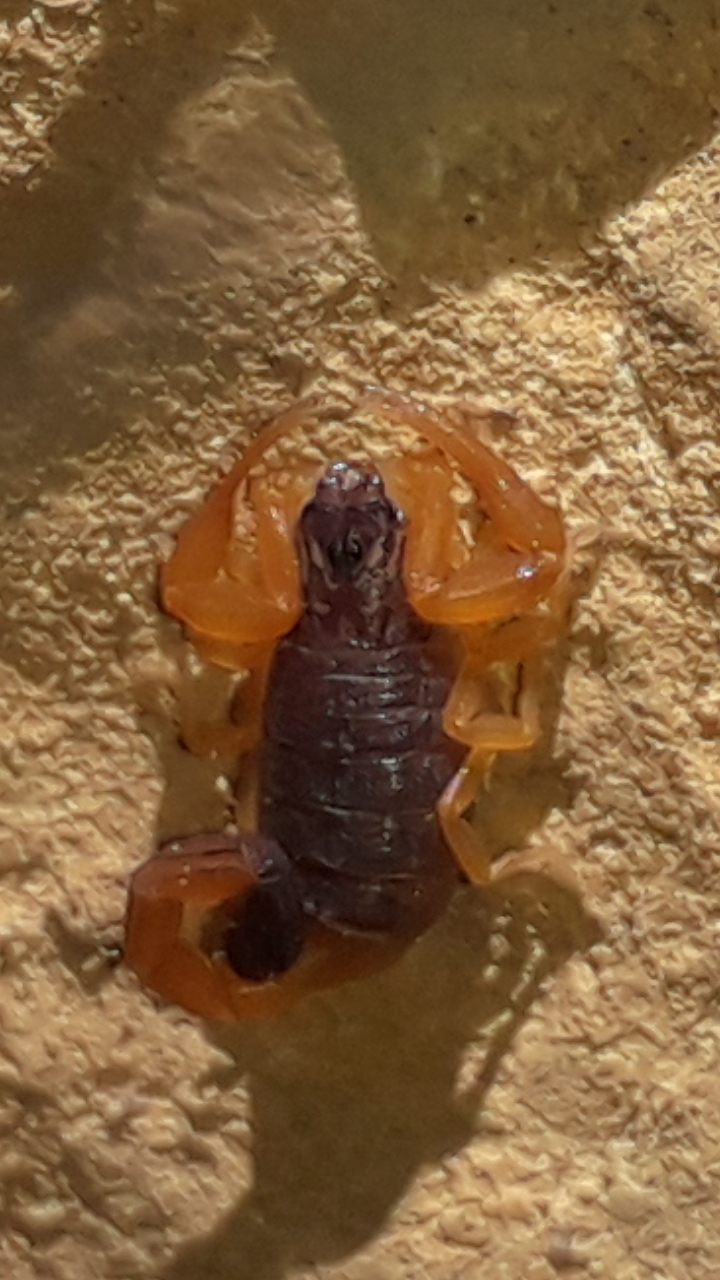
Tityus falconensis, especie nativa de Falcón, Venezuela.

Su apariencia es rugosa y no brillante (color opaco), las pinzas (pedipalpos) son muy delgadas, el esternón es triangular o subtriangular, el aguijón tiene púa (apariencia de doble aguijón), los segmentos del postabdomen (“cola”) presentan en general un aspecto robusto y casi de forma cúbica o rectangular, con púas y crestas características en sus bordes.

## Especies
- Tityus aba Candido, Lucas, de Souza, Diaz & Lira-da-Silva, 2005
- Tityus abudi Armas, 1999
- Tityus acutidens
- Tityus adisi Lourenço, 2002
- Tityus adrianoi
- Tityus ahincoi González-Sponga, 2001
- Tityus altithronus Armas, 1999
- Tityus anasilviae Armas & Abud Antun, 2004
- Tityus androcottoides (Karsch, 1879)
- Tityus anduzei González-Sponga, 1997
- Tityus anneae Lourenço, 1997
- Tityus antioquensis Lourenço & Otero Patiño, 1998
- Tityus apiacas Lourenço, 2002
- Tityus arellanoparrai González-Sponga, 1985
- Tityus argentinus Borelli, 1899
- Tityus asthenes Pocock, 1893
- Tityus atreus
- Tityus atriventer Pocock, 1897
- Tityus bahiensis (Perty, 1833)
- Tityus bahoruco Teruel & Armas, 2006
- Tityus barquisimetanus González-Sponga, 1994
- Tityus bastosi Lourenço, 1984
- Tityus bellulus Armas, 1999
- Tityus betschi Lourenço, 1992
- Tityus birabeni Abalos, 1955
- Tityus blanci Lourenço, 1994
- Tityus blaseri Mello-Leitão, 1931
- Tityus boconoensis González-Sponga, 1981
- Tityus bolivanus ¿"bolivianus"? --> Kraepelin, 1895
- Tityus brazilae Lourenço & Eickstedt, 1984
- Tityus breweri González-Sponga, 1997
- Tityus cachipalensis González-Sponga, 2002
- Tityus caesarbarrioi González-Sponga, 2001
- Tityus canopensis Lourenço, 2002
- Tityus carabobensis González-Sponga, 1987
- Tityus carinatoides Mello-Leitão, 1945
- Tityus caripitensis
- Tityus carrilloi Ojanguren-Affilastro, Kochalka, Guerrero-Orellana, Garcete-Barrett, de Roodt, Borges, & Ceccarelli, 2021[5]
- Tityus carvalhoi Mello-Leitão, 1945
- Tityus cerroazul Lourenço, 1986
- Tityus championi
- Tityus charalaensis Mello-Leitão, 1940
- Tityus charreyroni Vellard, 1932
- Tityus chilensis Lourenço 2005
- Tityus clathratus C.L.Koch, 1844
- Tityus columbianus (Thorell, 1876)
- Tityus confluens Borelli, 1899
- Tityus costatus (Karsch, 1879)
- Tityus crassimanus (Thorell, 1876)
- Tityus cuellari Lourenço, 1994
- Tityus culebrensis González-Sponga, 1994
- Tityus cylindricus (Karsch, 1879)
- Tityus dasyurus Pocock, 1897
- Tityus dedoslargos Francke & Stockwell, 1987
- Tityus demangei Lourenço, 1981
- Tityus dinizi Lourenço, 1997
- Tityus discrepans (Karsch, 1879)
- Tityus dorae González-Sponga, 2001
- Tityus dulceae González-Sponga, 2006
- Tityus dupouyi González-Sponga, 1987
- Tityus ebanoverde Armas, 1999
- Tityus ecuadorensis Kraepelin, 1896
- Tityus elii (Armas & Marcano Fondeur, 1992)
- Tityus elizabethae Lourenço & Ramos, 2004
- Tityus engelkei Pocock, 1902
- Tityus erikae Lourenço, 1999
- Tityus evandroi Mello-Leitão, 1945
- Tityus exstinctus Lourenço, 1995
- Tityus falconensis González-Sponga, 1974
- Tityus fasciolatus Pessôa, 1935
- Tityus festae Borelli, 1899
- Tityus filodendron González-Sponga, 1981
- Tityus florezi Lourenço, 2000
- Tityus footei Chamberlin, 1916
- Tityus forcipula (Gervais, 1843)
- Tityus fuhrmanni Kraepelin, 1914
- Tityus funestus Hirst, 1911
- Tityus gaffini Lourenço, 2000
- Tityus gasci Lourenço, 1982
- Tityus gonzalespongai
- Tityus grottoedensis Botero-Trujillo & Florez 2014
- Tityus guaricoensis González-Sponga, 2004
- Tityus imei Borges, de Sousa & Manzanilla, 2006
- Tityus indecisus Mello-Leitão, 1934
- Tityus insignis (Pocock, 1889)
- Tityus intermedius Borelli, 1899
- Tityus irapaensis González-Sponga, 2002
- Tityus isabelceciliae González-Sponga, D'Suze & Sevcik, 2001
- Tityus ivicnancor González-Sponga, 1997
- Tityus jeanvellardi Lourenço, 2001
- Tityus julianae Lourenço 2005
- Tityus jussarae Lourenço, 1988
- Tityus kaderkai Kovarik, 2005
- Tityus kuryi Lourenço, 1997
- Tityus lamottei
- Tityus lancinii González-Sponga, 1972
- Tityus lokiae Lourenço 2005
- Tityus lourencoi Flórez, 1996
- Tityus lutzi Giltay, 1928
- Tityus macrochirus Pocock, 1897
- Tityus magnimanus Pocock, 1897
- Tityus marajoensis Lourenço & da Silva, 2007
- Tityus manakai González-Sponga, 2004
- Tityus maranhensis Lourenço, de Jesus Junior & Limeira-de-Oliveira, 2006
- Tityus martinpaechi Lourenço, 2001
- Tityus matthieseni ¿en Compsobuthus?
- Tityus mattogrossensis Borelli, 1901
- Tityus melanostictus Pocock, 1893
- Tityus melici Lourenço, 2003
- Tityus meridanus ¿en Ananteris?
- Tityus metuendus Pocock, 1897
- Tityus michelii (Armas, 1982)
- Tityus microcystis Lutz & Mello, 1922
- Tityus monaguensis González-Sponga, 1974
- Tityus mongei Lourenço, 1996
- Tityus mraceki Kovarik, 2007
- Tityus mucusunamensis González-Sponga, 2006
- Tityus munozi Lourenço, 1997
- Tityus neblina Lourenço, 2008
- Tityus neglectus Mello-Leitão, 1932
- Tityus neibae Armas, 1999
- Tityus nelsoni Lourenço 2005
- Tityus nematochirus Mello-Leitão, 1940
- Tityus neoespartanus González-Sponga, 1996
- Tityus nororientalis González-Sponga, 1996
- Tityus obispoi González-Sponga, 2006
- Tityus obtusus (Karsch, 1879)
- Tityus ocelote Francke & Stockwell, 1987
- Tityus osmanus González-Sponga, 1996
- Tityus oteroi Lourenço, 1998
- Tityus ottenwalderi Armas, 1999
- Tityus pachyurus Pocock, 1897
- Tityus paraensis
- Tityus paraguayensis Kraepelin, 1895
- Tityus parvulus Kraepelin, 1914
- Tityus paulistorum Lourenço & Qi, 2006
- Tityus perijanensis González-Sponga, 1994
- Tityus pictus Pocock, 1893
- Tityus pintodarochai
- Tityus pittieri González-Sponga, 1981
- Tityus pococki Hirst, 1907
- Tityus portoplatensis Armas & Marcano Fondeur, 1992
- Tityus potameis Lourenço & Leão Giupponi, 2004
- Tityus prancei Lourenço, 2000
- Tityus proseni Abalos, 1954
- Tityus pugilator Pocock, 1898
- Tityus pusillus Pocock, 1893
- Tityus quirogae de Sousa, Manzanilla & Parrilla-Alvarez, 2006
- Tityus quisqueyanus (Armas, 1982)
- Tityus ramirezi Esquivel de Verde, 1969 (nomen dubium)
- Tityus raquelae Lourenço, 1988
- Tityus rebieri Lourenço, 1997
- Tityus riocaurensis González-Sponga, 1996
- Tityus rionegrensis Lourenço, 2006
- Tityus roigi Maury & Lourenço, 1987
- Tityus rojasi González-Sponga, 1996
- Tityus rondonorum Rojas-Runjaic & Armas, 2007
- Tityus rufofuscus Pocock, 1897
- Tityus rugosus Schenkel, 1932
- Tityus rusmelyae González-Sponga, D'Suze & Sevcik, 2001
- Tityus sabinae ¿"sabineae"? Lourenço, 1994
- Tityus sanarensis González-Sponga, 1997
- Tityus sarisarinamensis González-Sponga, 2002
- Tityus sastrei Lourenço & Flórez, 1990
- Tityus septentrionalis Armas & Abud Antun, 2004
- Tityus serrulatus Lutz & Mello, 1922
- Tityus shiriana González-Sponga, 1991
- Tityus silvestris Pocock, 1897
- Tityus simonsi Pocock, 1900
- Tityus soratensis Kraepelin, 1912
- Tityus stigmurus (Thorell, 1876)
- Tityus strandi Werner, 1939
- Tityus surmeridensis González-Sponga, 2002
- Tityus surorientalis González-Sponga, 1996
- Tityus sylviae Lourenço 2005
- Tityus tamayoi González-Sponga, 1987
- Tityus tayrona Lourenço, 1991
- Tityus tenuicauda
- Tityus thelyacanthus Mello-Leitão, 1933
- Tityus trinitatis Pocock, 1897
- Tityus trivittatus Kraepelin, 1898
- Tityus tucurui Lourenço, 1988
- Tityus uniformis Mello-Leitão, 1931
- Tityus unus>
- Tityus uquirensis González-Sponga, 2001
- Tityus urbinai Scorza, 1952
- Tityus uruguayensis Borelli, 1901
- Tityus vaissadai Lourenço, 2002
- Tityus valerae Scorza, 1954
- Tityus venamensis González-Sponga, 1981
- Tityus wayuu Rojas-Runjaic & Armas, 2007
- Tityus ythieri
- Tityus zulianus González-Sponga, 1981